# Droits de l'homme en Abkhazie
Les droits de l'homme en Abkhazie sont accordés par le chapitre II de sa Constitution qui fait référence à l'adhésion de l'Abkhazie à la DUDH, au PIDCP et au PIDESC (article 11). Cependant, l'Abkhazie n'est pas un État membre de l'ONU et n'est pas partie aux traités des droits de l'homme des Nations unies, contrairement à la Géorgie, dont la souveraineté sur l'Abkhazie est reconnue par une plus grande partie de la communauté internationale.
L'Abkhazie a été classée comme partiellement libre par la Freedom House, son rapport de 2009 désignant la corruption, les problèmes du système juridique et le problème non résolu des réfugiés géorgiens comme les principaux problèmes de droits de l'homme.
Dans les années 1990, le nettoyage ethnique des Géorgiens a eu lieu en Abkhazie. De nombreux Géorgiens de souche restent des personnes déplacées à ce jour.

## Institutions domestiques et internationales
Un poste de commissaire aux droits de l'homme existe sous le président de l'Abkhazie.

## Médias
Il existe plusieurs journaux et une station de radio indépendante. Les médias électroniques sont contrôlés par l'État.
Le 21 septembre 2009, le journaliste Anton Kriveniouk a été condamné par le tribunal de la ville de Sokhoumi à une peine de trois ans de prison avec sursis pour diffamation du président de facto Sergueï Baghapch. Le 8 juin, Kriveniouk avait écrit un article pour un site Internet russe largement republié dans les journaux abkhazes dans lequel il critiquait la décision de Baghapch de céder le contrôle du chemin de fer abkhaze à la Russie. Kriveniouk a été le premier journaliste à être poursuivi en Abkhazie depuis la chute de l'Union soviétique, et sa condamnation a été perçue par d'autres journalistes dans le cadre d'une répression gouvernementale contre les médias indépendants à l'approche de l'élection présidentielle abkhaze de décembre 2009.

## Constitution et ethnicité
La Constitution autorise uniquement les personnes d'origine abkhaze à être président de l'Abkhazie (article 49 ; les mots « nationalité abkhaze » y sont utilisés, cependant, pour les citoyens, un autre terme est utilisé - citoyen de la République d'Abkhazie. En outre, dans le texte de la Constitution en russe co-officiel, le mot национальность est utilisé pour indiquer clairement l'appartenance ethnique).